# Wasserturm Königs Wusterhausen
Der Wasserturm Königs Wusterhausen ist ein 33 Meter hoher Wasserturm auf dem Funkerberg in Königs Wusterhausen im deutschen Bundesland Brandenburg. Er diente von 1912 bis 1965 zur Wasserversorgung der Stadt. Sein integrierter Hochbehälter hatte ein Fassungsvermögen von 300 Kubikmetern Trinkwasser. Der Wasserturm ist denkmalgeschützt.

## Lage
Der Turm steht auf einer leichten Anhöhe oberhalb der Stadt Königs Wusterhausen, er trägt die Adresse Funkerberg, 15711 Königs Wusterhausen. 

## Geschichte

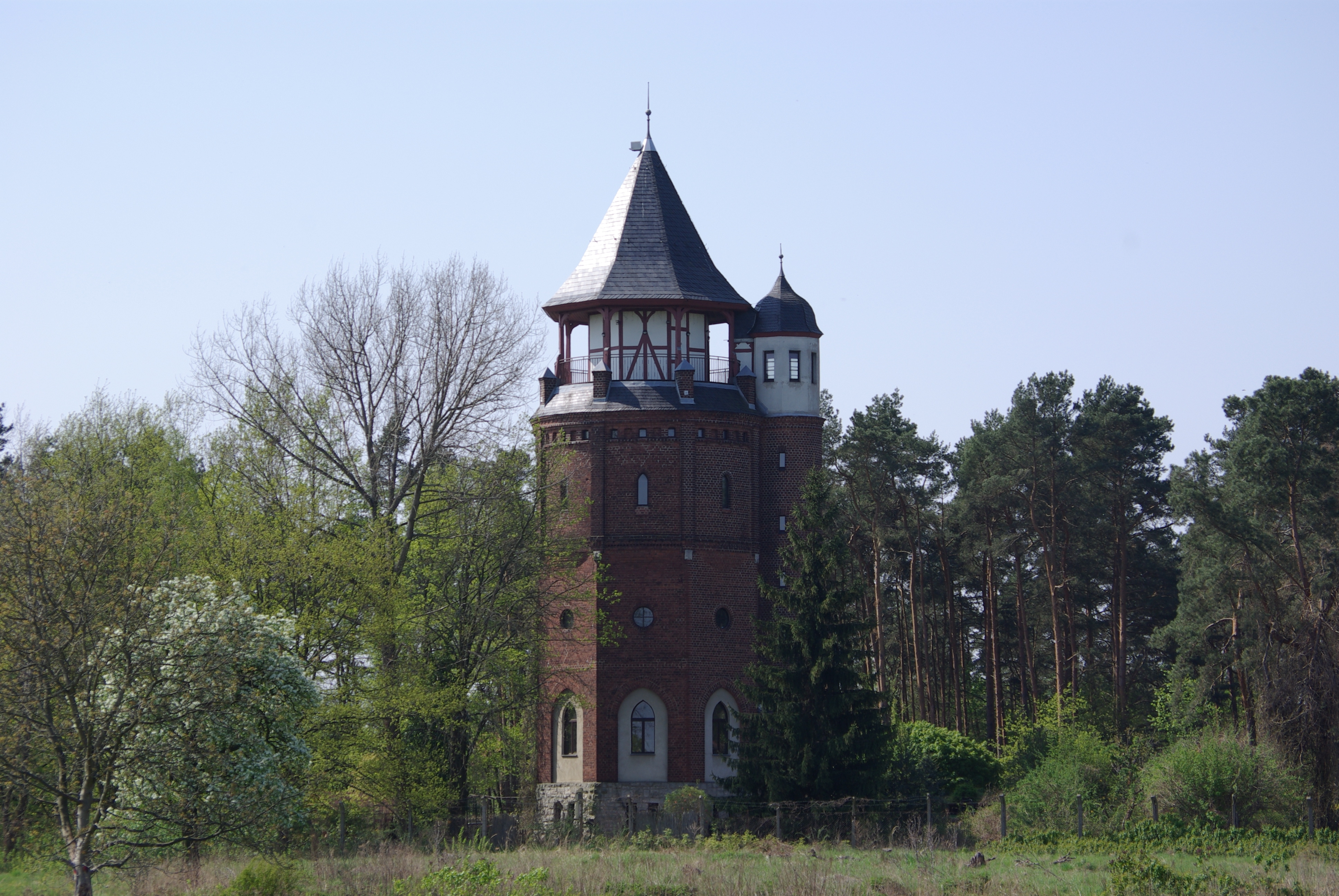
Wasserturm

Der Wasserturm auf dem Funkerberg wurde in der Zeit von 1910 bis 1912 als Turm mit einem Aussichtsrundgang in 33 Metern Höhe gebaut. Für die damalige Zeit stellte er für diese Gegend eine architektonische Besonderheit dar und entwickelte sich zu einem Ausflugsziel. Neben dem Trinkwasserturm befanden sich auch Sendeeinrichtungen, was dem Hügel seinen Namen gab.
Nach 1949 wurde der Wasserturm von den VEB (K) Stadtwerken Königs Wusterhausen betrieben. Aufgrund mangelnder Wartung und hygienischer Mängel musste die Wasserversorgung über den Turm 1965 eingestellt werden. Die Technik blieb an Ort und Stelle. Fehlende finanzielle Mittel und Desinteresse der damaligen Stadtführung leiteten einen langsamen aber steten Verfall des Bauwerks ein. 1980 wurde er dann, auch auf Drängen engagierter Bürger der Stadt, auf die Kreisdenkmalliste gesetzt. Eine weitere Zerfall des Turmes konnte so verhindert werden. Bis 1989 war der Turm für die Öffentlichkeit nicht zugänglich. 
Erst nach der Wende und der deutschen Wiedervereinigung 1990 wurden Mittel des Bundeslandes, des Landkreises und der Stadt Königs Wusterhausen sowie der Denkmalschutzbehörde bereitgestellt und er Turm konnte ertüchtigt werden. Er wurde 1991 als Veranstaltungsraum für Ausstellungen, Konzerte, Kabarettabende oder Gesprächsrunden eröffnet. Hinzu kamen bald ein Restaurant und die für den Publikumsverkehr wieder geöffnete Aussichtsplattform, welche nach dem Ersteigen einer Wendeltreppe mit 110 Stufen erreichbar ist.
Eine Tradition stellt mittlerweile das zum Heiligabend stattfindende Turmblasen dar, bei dem klassische Weihnachtslieder durch den Posaunenchor der Königs Wusterhausener Kreuzkirche vom Turm herunter gespielt werden. Jedes Jahr erfreuen sich ab 22 Uhr viele Zuhörer aus der Stadt, aber auch aus dem Umland sowie Berlin, an dem etwa einstündigen Ereignis.
Im Jahr 2024 flossen weitere Fördergelder in Höhe von rund 25.000 Euro in bauliche Rettungsarbeiten: vor allem erhielten die Türme eine neue Dacheindeckung, die Risse und Fehlstellen an der Fassade konnten ausgebessert werden. Inzwischen gibt es Pläne, den Turmkopf komplett neu zu gestalten, zum Beispiel mit einer Glashülle zu umgeben. Zudem soll in unmittelbarer Nachbarschaft des Turmes ein Dreisterne-Hotelkomplex mit Parkhaus entstehen, für deren Realisierung ein Investor gesucht wird.

## Architektur
Es ist ein viergeschossiger aus gebrannten Ziegelsteinen errichteter Turm. Seitlich am Turmbaukörper hat der Architekt einen schmaleren runden Treppenturm geplant und angebaut. Der Hauptturm weist einen achteckigen (oktogonalen) Grundriss auf, seine Fassade ist unverputzt. In der obersten Etage befindet sich seit seiner Eröffnung ein offener Aussichtsumgang. Die Turmkonstruktion gliedert sich in einen Sockelbereich, eine glatte schmucklose Fassade und in den Turmbereich mit Helm und Kugel, die Turmaufsätze sind jeweils weiß verputzt. Teile des Sockels sind mit einer Lage Kalkstein verblendet.
Die Schrägen zwischen Aussichtsumgang und der darunter befindlichen breiteren Turmebene sowie die beiden Turmspitzen sind mit Schiefer gedeckt. Der Hauptturm verfügt über ein oktogonales Zeltdach, der Treppenturm über eine oktogonale niedrige Spitze in Form einer Pickelhaube.